# Liboš
Liboš (deutsch Libusch) ist eine Gemeinde in Tschechien. Sie liegt sieben Kilometer südwestlich von Šternberk und gehört zum Okres Olomouc.

## Geographie
Liboš befindet sich in der Obermährischen Senke (Hornomoravský úval) zwischen der Oskava und ihrem Zufluss Říčí potok bzw. Říča.
Nachbarorte sind Hnojice im Norden, Stádlo und Lhota im Nordosten, Moravská Huzová und Štarnov im Osten, Bohuňovice, Moravská Loděnice und Benátky im Südosten, Březce und Štěpánov im Süden, Jílkov, Novoveská Čtvrť und Krnov im Westen sowie Boudy, Pňovice und Žerotín im Nordwesten.

## Geschichte
Die erste schriftliche Erwähnung von Luboss erfolgte im Jahre 1078, als Herzog Otto I. dem Kloster Hradisko die Mühle und eine Halbhufe des Dorfes überließ. Weitere Namensformen waren Lubos (1276), Liboš (ab 1468), Liboše (ab 1513), Libuše (ab 1531), Lebussa (ab 1603), Libuss (1672), Liboss (ab 1677), Libusch (ab 1720), Libussium (1771) und Lybesch (1772). Im Jahre 1601 erwarb der Hradischer Prälat Georg Pavorin von Pavorin ein Gut und die Mühle in Libuše. Die Matriken wurden ab 1648 in Hnojice geführt. Seit 1699 ist mit Jan Hrabal ein Richter in Liboss nachweisbar. Die erste, in Latein gehaltene Ortschronik entstand 1732. Westlich des Dorfes entstand 1786 die Kolonie Gilkendorf.
Nach der Aufhebung der Patrimonialherrschaften bildete Libuše/Libusch ab 1850 eine Gemeinde in der Bezirkshauptmannschaft Sternberg. Im Jahre 1854 hatte das Dorf 489 Einwohner. 1868 erfolgte der Bau der Brücke zwischen Libuše und Jílkov. Drei Jahre später begann der Mauermeister Josef Malík aus Vilémov mit dem Bau eines Schulhauses, das 1873 vollendet wurde. Bis dahin wurden die Kinder in Hnojice unterrichtet. Ab 1880 führte die Gemeinde den Namen Liboš. Zu dieser Zeit lebten in den 64 Häusern der Gemeinde 457 Menschen. 1882 kaufte die Gemeinde bei der Firma František Smékal aus Čechy pod Kosířem die erste Feuerspritze. Am 16. Mai 1888 wurde die Straße von Moravská Huzová nach Štěpánov fertiggestellt. Die Gemeinde Jílkov schloss sich am 27. März 1898 an Liboš an, amtlich bewilligt wurde der Zusammenschluss erst am 8. Juli 1914. 1888 begann in Liboš die Bullenzucht. Zwischen 1899 und 1900 erfolgte der Bau eines neuen Armenhauses. Die Dorfstraße wurde im Jahre 1900 für 644 Gulden auf knapp 800 m Länge bis zur Kapelle hergestellt. Die Mühle brannte 1902 ab und wurde im Jahr darauf durch einen neuen Besitzer wieder in Betrieb genommen. Die Freiwillige Feuerwehr bildete sich 1906. Seit 1910 wurde der tschechische Ortsname Libuš verwendet. 1912 begann unter Leitung von Alois Samobrd die Regulierung der Oskava und der Říča. Dabei entstanden am Weg von der Kapelle ein Steg sowie an der Straße nach Štěpánov eine eiserne Brücke über die Oskava und bei der Mühle wurde ein Wehr errichtet. Außerdem wurde zwischen Štěpánov und Krnov eine Betonbrücke über den Fluss errichtet. Die Straßenverbindung von der Kapelle nach Hnojice wurde 1912 hergestellt. Das Junihochwasser der Říča verzögerte 1914 die Regulierungsarbeiten, diese wurden erst während des Ersten Weltkrieges abgeschlossen. Am 2. September 1917 wurde das Dorf vom Elektrizitätswerk Šternberk erstmals mit elektrischem Strom beliefert. Die Bahnstrecke zwischen Štěpánov und Zábřeh wurde im März 1924 zweigleisig ausgebaut. Am 27. März 1925 wurde die Gemeinde Libusch in Liboš umbenannt. Zwei Jahre später wurde an der Oskava ein neues Wehr und eine Betonbrücke errichtet. Die Schule wurde 1930 erweitert. In diesem Jahre bestand die Gemeinde aus 101 Häusern und hatte 466 Einwohner, von denen 273 in Liboš und 193 in Jílkov lebten. Während der Weltwirtschaftskrise wurde 1931 die Regulierung der Říča fortgesetzt und in den Wiesen bei Krohéč ein neuer Steg errichtet. 1932 kaufte die Freiwillige Feuerwehr für 3500 Kronen einen Pkw „Praga Grand“. 1935 begann der Bau der Straße nach Krnov. Nach dem Münchner Abkommen wurden am 8. Oktober 1938 die Nachbarorte Hnojice, Štarnov, Moravská Huzová, Lašťany und Bělkovice von der Wehrmacht besetzt, so dass Liboš zum Grenzort zum Deutschen Reich wurde. Nachdem der deutschsprachige Teil des Okres Šternberk als Landkreis Sternberg dem Deutschen Reich zugeschlagen wurde, verblieb Liboš bei der „Resttschechei“ und wurde dem Okres Olomouc zugeordnet. Die Schule wurde am 27. August 1940 geschlossen und die Kinder nach Stefanau umgeschult. Zwischen dem 5. und 6. Mai 1945 nahm die 8. Sowjetische Armee den Ort ein. Zuvor hatte die Wehrmacht die Brücken über den Graben an der Schmiede und über die Oskava bei Štěpánov gesprengt. Nach dem Ende des Zweiten Weltkriegs kam die Gemeinde wieder zum Okres Šternberk zurück. Im Zuge der Gebietsreform von 1960 wurde der Okres Šternberk aufgehoben und die Gemeinde dem Okres Olomouc zugeordnet. Zugleich erfolgte die Eingemeindung von Krnov. Im Jahre 1976 wurde Liboš nach Štěpánov eingemeindet. Zu dieser Zeit bestand die Gemeinde aus 169 Häusern und hatte 529 Einwohner. Davon lebten 428 in den 80 Häusern des Ortsteiles Liboš und den 51 Häusern von Jílkov sowie 101 in den 38 Häusern von Krnov. Im Jahre darauf wurde das Kulturhaus eröffnet. Liboš löste sich 1990 wieder von Štěpánov los und bildet seither eine eigene Gemeinde.

## Gemeindegliederung
Für die Gemeinde Liboš sind keine Ortsteile ausgewiesen. Zu Liboš gehören die Ansiedlungen Jílkov (Gilkendorf, auch Jilkendorf) und Krnov (Jägersfeld). Grundsiedlungseinheiten sind Krnov und Liboš.
Das Gemeindegebiet gliedert sich in die Katastralbezirke Krnov und Liboš.

## Sehenswürdigkeiten
- Statue des hl. Johannes von Nepomuk, geschaffen im 19. Jahrhundert
- Kapelle der hl. Kreuzerhöhung, erbaut 1732 am oberen Ortsausgang
- Bildstock an der Straße nach Hnojice, errichtet 1865. Er erhielt 1893 ein neues Sandsteinkreuz.
- Wappentafel des Hradischer Abtes Georg Pavorin von Pavorin, geschaffen nach 1601, sie befindet sich heute am Kulturhaus
- Gedenkstein Hl. Kreuz, geschaffen 1893
- Gedenkstein für die Gefallenen des Ersten Weltkriegs, errichtet 1924
- Gedenkstein für die Gefallenen des Zweiten Weltkriegs, geschaffen 1948 aus Moleteiner Sandstein
- Kapelle des hl. Antonius von Padua in Krnov, errichtet 1871
- Kreuz in Krnov, errichtet 1890 anlässlich des 100. Jubiläums der Ortsgründung